# Prostitution au Panama
La prostitution au Panama est légale et réglementée. Les prostituées doivent s'inscrire dans un registre et disposer de cartes d'identité. Cependant, la majorité des prostituées ne sont pas enregistrées. Il y a 2 650 travailleurs du sexe enregistrés auprès du gouvernement en 2008, mais il n'y avait aucune information précise concernant le nombre total de personnes pratiquant la prostitution dans le pays. Selon d'autres estimations, le nombre de prostituées non enregistrées serait de 4 000.
Le principal domaine de prostitution à Panama est El Cangrejo,. La prostitution de rue se produit également sur l'Avenida Mexico, l'Avenue Central et l'Avenida Perú.
Il y a beaucoup de prostituées étrangères dans le pays, en particulier en provenance de Cuba et de Colombie (le Panama faisait partie de la Colombie jusqu'en 1903). Pour travailler comme prostituée, les prostituées étrangères ont besoin d'un visa «alternadora». Comme cela est tamponné dans leur passeport, beaucoup travaillent officieusement avec des visas touristiques pour éviter de faire tamponner «prostituée» dans leur passeport. Travailler sans le bon visa et ne pas être enregistré est une infraction administrative et non une infraction pénale et est généralement punie d'une petite amende si la fraude est découverte. Les prostituées non enregistrées peuvent toujours accéder aux services de santé dans des cliniques telles que celle de Santa Ana, à Panama City.

## Zone du canal de Panama
Lors de la construction du canal de Panama (1904-1914), de nombreuses prostituées sont venues dans la zone du canal de Panama pour répondre aux besoins des ouvriers qui construisaient le canal. Beaucoup venaient des Caraïbes, en particulier des îles anglophones. En 1905, le gouvernement américain a organisé le transport de plusieurs centaines de femmes de la Martinique au Panama. Le président Theodore Roosevelt a lancé une enquête sur la moralité de ces femmes, au cas où elles auraient été amenées à travailler comme prostituées.
Après l'achèvement du canal, la plupart des travailleurs migrants sont partis, laissant principalement des troupes américaines et des civils. Ces citoyens américains sont devenus les principaux clients des quartiers chauds des villes panaméennes proches du canal comme Panama City et Colon. Le gouvernement américain, préoccupé par la propagation des IST, a tenté de faire pression sur les autorités panaméennes pour qu’elles interdisent la prostitution et ferment les quartiers chauds. Les Panaméens ont résisté aux pressions américaines. Ils considéraient les prostituées comme un tampon entre les militaires américains et les femmes panaméennes. Les autorités ont contré l'argument des États-Unis en suggérant que ce sont les militaires américains qui donnent des IST aux prostituées et non l'inverse. Cependant, le Panama a introduit une réglementation de la prostitution, y compris des contrôles de santé.
Pendant la Seconde Guerre mondiale, les Pères Vincentiens ont encouragé les paroisses à mettre en place des «centres de loisirs catholiques pour les militaires» pour tenter d'éloigner les militaires des quartiers chauds.

## VIH
En 2005, l'Organisation mondiale de la santé a estimé qu'il y avait un taux de prévalence du VIH de 1,9% parmi les professionnelles du sexe par rapport à un taux de prévalence de 0,92% dans l'ensemble de la population adulte. Cependant, les chiffres étaient plus élevés pour les professionnel(le)s du sexe à Panama City et à Colon que pour ceux du reste du pays. Une loi sur le VIH / sida et les infections sexuellement transmissibles a été adoptée en 2000. En septembre 2016, une prostituée a été condamnée à un an d'emprisonnement pour racolage alors qu'elle était séropositive et le savait.

## Trafic sexuel
Le Panama est répertorié comme un pays de niveau 2 par le Bureau chargé de surveiller et de combattre la traite des personnes du département d'État des États-Unis.
Le Panama est un pays d'origine, de transit et de destination pour les hommes et les femmes victimes de trafic sexuel. Les enfants victimes de la traite sont généralement des ressortissants panaméens victimes d'actes sexuels commerciaux à l'intérieur du Panama. Les femmes panaméennes sont victimes de trafic sexuel dans d’autres pays, notamment aux Bahamas et au Guyana. Au Panama, la plupart des victimes de la traite identifiées sont des adultes étrangers exploités dans le trafic sexuel, en particulier des femmes du Brésil, de Colombie, du Venezuela, de Cuba, de la République dominicaine, du Honduras et du Nicaragua. En 2016, le nombre de personnes transgenres étrangères victimes de trafic sexuel a augmenté. Les personnes transgenres sont victimes de discrimination au Panama, ce qui les rend plus vulnérables à la traite. Les trafiquants recrutent des femmes avec des promesses de bons emplois et de salaires élevés dans les industries de l'entretien ménager et de la restauration, ainsi que dans le mannequinat, mais les exploitent dans le trafic sexuel.
Les autorités ont identifié des victimes potentielles de trafic sexuel parmi les femmes d'Europe de l'Est travaillant dans des boîtes de nuit. Des hommes des États-Unis ont fait l'objet d'une enquête en tant que touristes sexuels d'enfants au Panama. Des responsables panaméens et européens signalent que certains hommes et femmes d'Amérique centrale qui transitent par le Panama en route vers les Caraïbes ou l'Europe sont victimes de trafic sexuel dans leurs pays de destination.

## Prostitution enfantine
Les responsables panaméens continuent de poursuivre les affaires d'abus sexuels sur des enfants dans les zones urbaines et rurales, ainsi qu'au sein des communautés autochtones. Les autorités estiment que l'exploitation sexuelle commerciale des enfants se produit, y compris dans les zones touristiques de la ville de Panama et dans les communautés balnéaires, bien qu'ils ne tiennent pas de statistiques distinctes.

### Législation
L'article 187 du Code Pénal stipule que quiconque utilise, autorise ou permet à un mineur de participer à des actes sexuels, ou à un outrage public à la pudeur ou à de la pornographie, qu'ils soient ou non effectivement enregistrés, photographiés ou filmés, sera passible d'une peine de prison de six à huit ans. La même sanction s'applique à toute personne qui utilise le courrier électronique, Internet ou tout autre média régional ou de masse pour inciter des mineurs à se livrer à des relations sexuelles en ligne, ou à fournir ou simuler des services sexuels, par l'un des moyens ci-dessus, par téléphone ou en personne.
L'article 190 du Code pénal impose une peine d'emprisonnement de huit à dix ans pour toute personne qui promeut, dirige, organise, annonce, invite, facilite ou organise, le tourisme sexuel local ou international, ou le recrutement d'un mineur âgé de quatorze à dix-sept ans à des fins d'exploitation sexuelle, que cela se produise ou non. La peine augmentera de moitié par rapport à la peine maximale si la victime est âgée de moins de quatorze ans.